# Limbanus deltus
Limbanus deltus är en insektsart som beskrevs av Ball 1936. Limbanus deltus ingår i släktet Limbanus och familjen dvärgstritar. Inga underarter finns listade i Catalogue of Life.